# Maggie Siu
Maggie Siu, ovvero Maggie Siu Mei-Kei, (cinese semplificato: 邵美琪; cinese tradizionale: 邵美琪) (Hong Kong, 27 febbraio 1965), è un'attrice cinese, talvolta accreditata come Maggie Shiu o, meno frequentemente, come Maggie Shaw.
Inizia nel 1985 unendosi alla TVB, recitando così in diverse produzioni televisive. Nel 1992 si fa conoscere maggiormente grazie al suo ruolo in 92 Legendary La Rose Noire e da quel momento in poi partecipa frequentemente a vari film aumentando la sua fama, fino a quando nel 2003 recita in PTU di Johnnie To e in Lost in Time di Derek Yee, per PTU viene candidata per la prima volta agli Hong Kong Film Awards e per Lost in Time riceve un Golden Bauhinia, entrambi come miglior attrice non protagonista. 
Johnnie To l'ha voluta in ben suoi 5 film, diventando sua collaboratrice frequente: il già citato PTU (2003), Breaking News (2004), Election (2005), Flying Butterfly (2008) e Vendicami (Vengeance) (2009), presentato al Festival di Cannes 2009. 
Per Election e Breaking News ha ottenuto altre due candidature agli Hong Kong Film Awards come miglior attrice non protagonista e l'ultima è stata nel 2008 ancora come miglior attrice non protagonista per Eye in the Sky di Yau Nai-Hoi.

## Filmografia parziale
- PTU, regia di Johnnie To (2003)
- Election (Hak se wui), regia di Johnnie To (2005)